# Paul Craig Roberts
Paul Craig Roberts (Atlanta, Georgia, Estados Unidos, 3 de abril de 1939) es un economista, escritor y periodista conservador estadounidense. Ocupó el cargo de subsecretario del Tesoro en la administración Reagan y es considerado uno de los fundadores de la Reaganomía.  Fue editor y columnista de Wall Street Journal, Business Week y Scripps Howard News Service. Paul Craig Roberts testificó en más de treinta ocasiones ante comités del congreso sobre temas de política económica.
Desde que se retiró, ha sido acusado de antisemitismo y teoría de la conspiración por la Liga Antidifamación, el Southern Poverty Law Center y otros.

## Biografía
Roberts está doctorado por la Universidad de Virginia y la Universidad de Oxford donde fue miembro del Merton College.
Entre 1975 y 1978 trabajó en el Congreso. Durante este período redactó la ley Kemp-Roth, una ley de reducción fiscal.
A principios de los años ochenta, se convirtió en subsecretario del Tesoro en la administración Reagan, y se dio a conocer como uno de los padres fundadores de la Reaganomía, principalmente por su contribución a la reforma de la Tax Act de 1981.
En política exterior, sus convicciones son opuestas a las de los neoconservadores. Se mostró partidario a las tesis de la conspiración interna con respecto a los atentados del 11 de septiembre de 2001, Igualmente es crítico de la política estadounidense con Irán.
Un artículo suyo publicado en el sitio web irani Press TV ha desatado cierta polémica al denunciar que los soldados de su país murieron por intereses diferentes a los patrióticos.
Ha expresado su oposición a las políticas de Acción Afirmativa y descartó la existencia del privilegio de los hombres blancos . En una columna de opinión para Scripps Howard News Service en 1997, Roberts se opuso a la integración de género a bordo de los buques de la Marina de los EE. como el honor y la patria".
En The New Color Line (1995), Roberts y el coautor Lawrence M. Stratton argumentan en contra de la Ley de Derechos Civiles.

## Obras
- An Administrative Analysis of Oskar Lange's Theory of Socialist Planning (1967)
- Alienation and the Soviet Economy (1971, 1990)
- Marx's Theory of Exchange, Alienation, and Crisis (1973, 1983)
- The Supply Side Revolution: An Insider's Account of Policymaking in Washington (1984)
- Meltdown: Inside the Soviet Economy (1990)
- The Capitalist Revolution in Latin America (1997)
- The New Color Line: How Quotas and Privilege Destroy Democracy (1995)
- The Tyranny of Good Intentions: How Prosecutors and Bureaucrats Are Trampling the Constitution in the Name of Justice (en collaboration avec Lawrence M. Stratton) (2000)